# 赤絵式

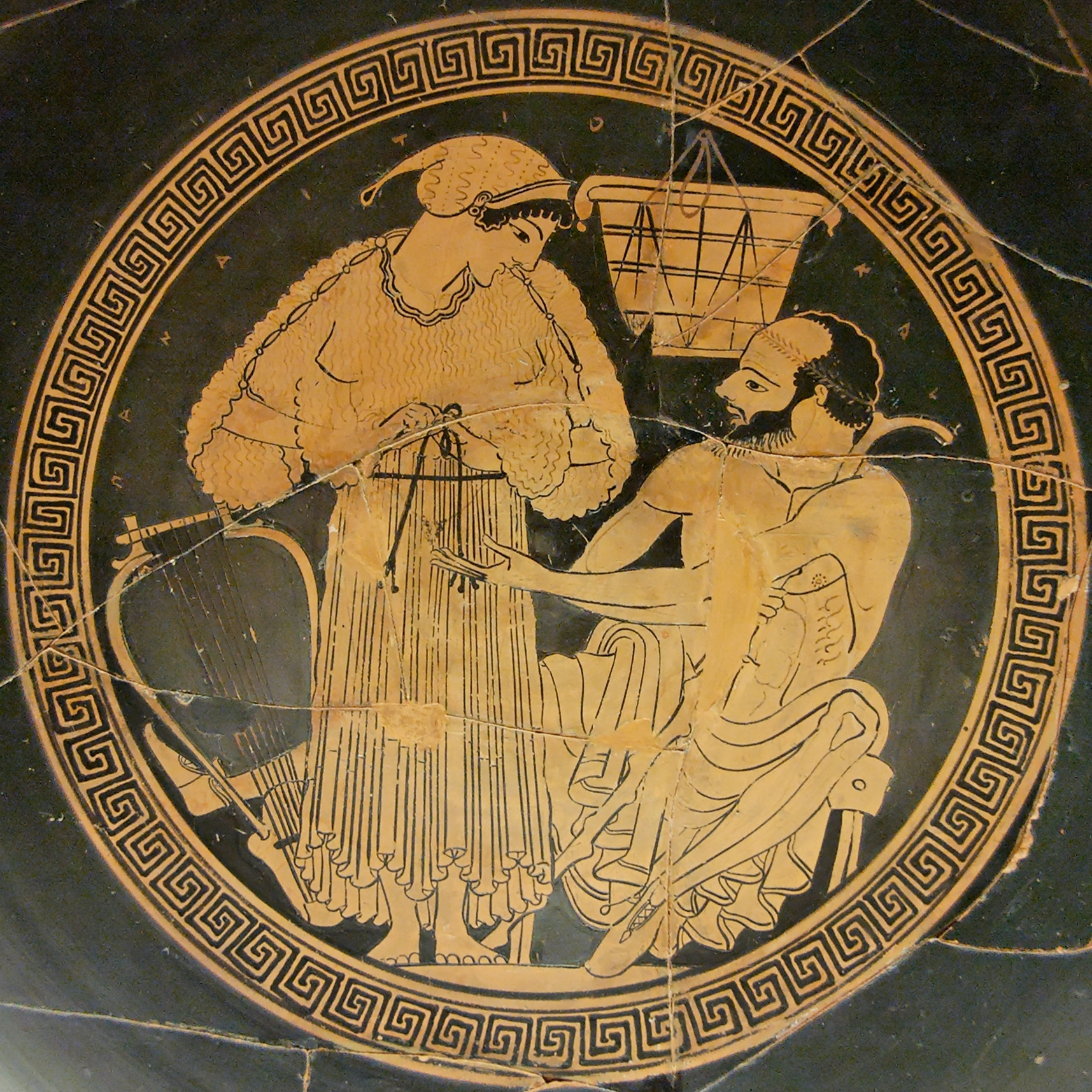
「酔っ払いと娼婦」エウフロニオス作。紀元前500年ごろ（大英博物館）

赤絵式（あかえしき、英: red-figure）は、紀元前6世紀末にアテナイで生まれたギリシア陶器の壺絵の一つのタイプである。赤像式ともいわれている。技法は黒絵式のような線刻ではなく、絵付けの段階で、画像の部分だけを残し、壺の地全体を塗りつぶすのが特徴である。塗り残した部分の土は、焼成とともに赤みを帯びるのでこの名前が生まれた。細部は筆で直接描きこむようになり、いっそう自由な表現の幅が広がった。赤絵式の初期の絵付師は、黒絵式の絵も描いたしシックステクニックと呼ばれる技法や白地技法も使った。白地技法は赤絵式と同時期に開発された。しかし約20年もすると、Pioneer Group は人物像を主題とする陶器には常に赤絵式を使うようになり、黒絵式は初期の花模様にのみ使うようになった。彼らは偉大な芸術家だったというだけでなく（特にエウフロニオスとエウテュミデス)、何らかの価値観と目標を共有して意識的に活動していたという意味でも注目に値する。ただし、彼らが作品以外に何かを書き残したというわけではない。John Boardman は「彼らの経歴、共通の目的、競争を解き明かしたことは、考古学の成果ということができる」としている。

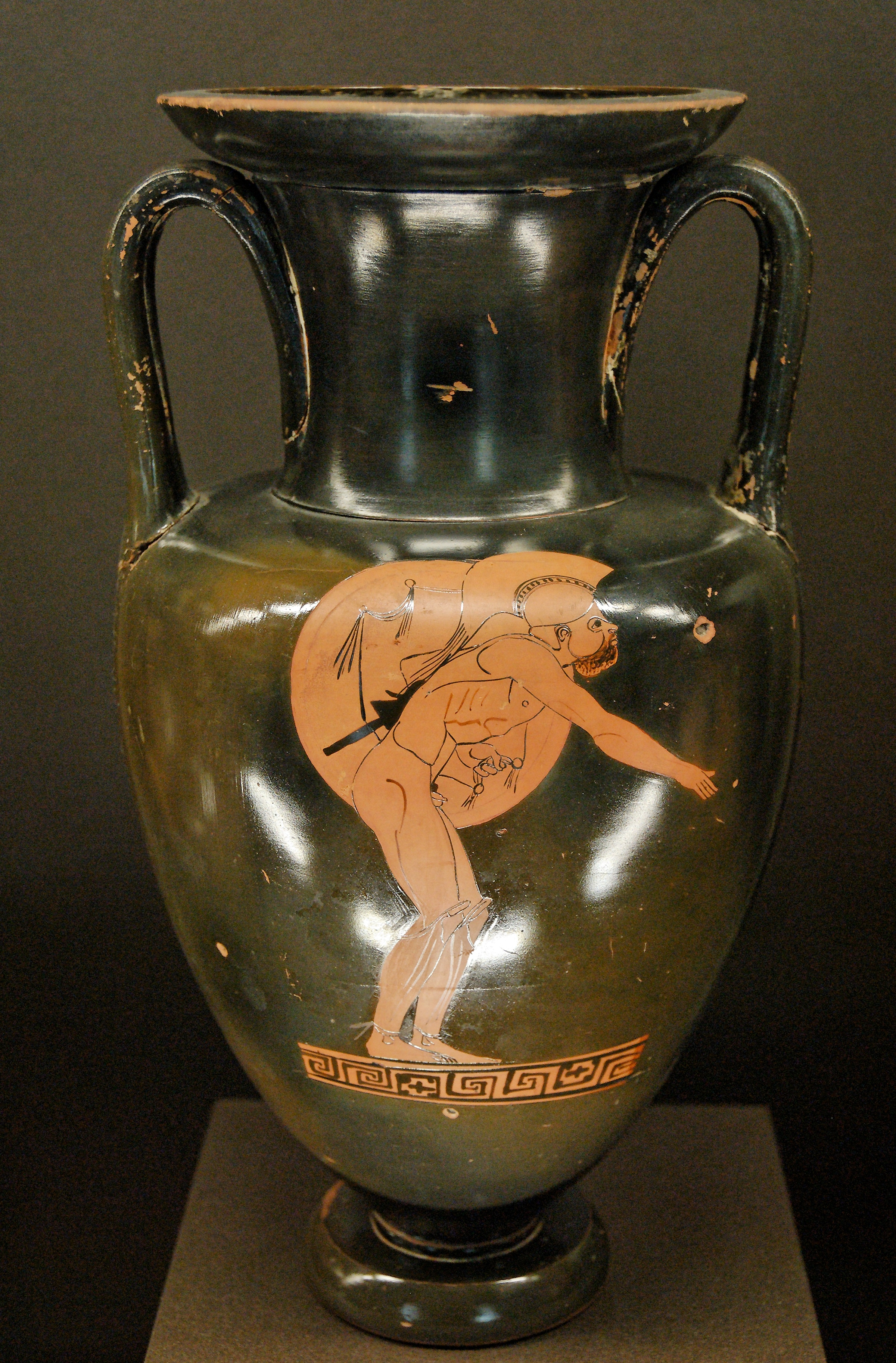
武装競走の選手を描いたアンフォラ。紀元前480年ごろ（ルーヴル美術館）

次の世代のアルカイク期後期の絵付師（紀元前500年から480年）は、自然主義的な作風を増大させ、横顔の目の描き方にもそれが現れている。この時期には絵付師が大型陶器を専門とする者と小型陶器を専門とする者に分化していった。大型陶器の絵付師としては「ベルリンの画家」と「クレオフラデスの画家」がおり、小型陶器の絵付師としてはドゥーリスやオネシモスがいた。
紀元前480年から紀元前425年にかけて、赤絵式は様々な流派に発展していった。ミュソンの工房と結びつけて見られるマンネリストと呼ばれる絵付師たちや「パンの画家 (Pan Painter)」などは、衣服の描き方やポーズが古風で誇張された身振りを伴っていた。対照的にベルリンの画家の後継と見られる「アキレスの画家」は自然なポーズを好み、黒い背景または白地のレキュトスに人物像を1つだけ描くのが普通だった。「ニオベの子の画家」の流派にはポリュグノトスや「クレオフォンの画家」が含まれ、その作品には主題や構成にパルテノン神殿の彫刻の影響が見られる。
紀元前5世紀末にかけて、アテーナー・ニーケー神殿に見られるような彫刻の影響が陶器の絵に見られるようになり、髪の毛や宝石など細部を緻密に描くようになっていった。この作風の絵付師としては「メイディアスの画家」がいる。
アテネでは紀元前330年から紀元前320年、アレクサンドロス3世の支配下に入ったことで陶器生産が中断し、アテネの政治的地位の低下と共に衰退していった。しかし、南イタリアのギリシア植民地では紀元前4世紀から紀元前3世紀にかけても陶器生産が続き、地域別（アプリア、ルカニア、シチリア、カンパニア、パエストゥム）に5種類の様式が生まれ、赤絵式に多彩色を加えたものが発展した。黒海沿岸の植民地パンティカパイオンでは、ケルチ様式という豪華な様式が生まれた。この時代の有名な絵付師としては「ダリウスの画家」や「冥界の画家」がいる。彼らは紀元前4世紀後半に活動し、それまでの絵付師には見られない感情表現を試みた複雑な多色の場面を描いた。